# Agapetes acuminatissimum
Agapetes acuminatissimum là một loài thực vật có hoa trong họ Thạch nam. Loài này được (Miq.) Nied. mô tả khoa học đầu tiên năm 1890.